# فريدريك مارش (لاعب كريكت)
فريدريك مارش (11 مايو 1875 في المملكة المتحدة - 30 أكتوبر 1927) (بالإنجليزية: Frederick Marsh)‏ هو لاعب كريكت بريطاني. لعب مع Oxfordshire County Cricket Club ‏ ونادي جامعة كامبريدج للكريكيت ‏.

## وصلات خارجية
- فريدريك مارش على موقع إي آس بي آن كريك إنفو (الإنجليزية)